# MAF (motocicleta)

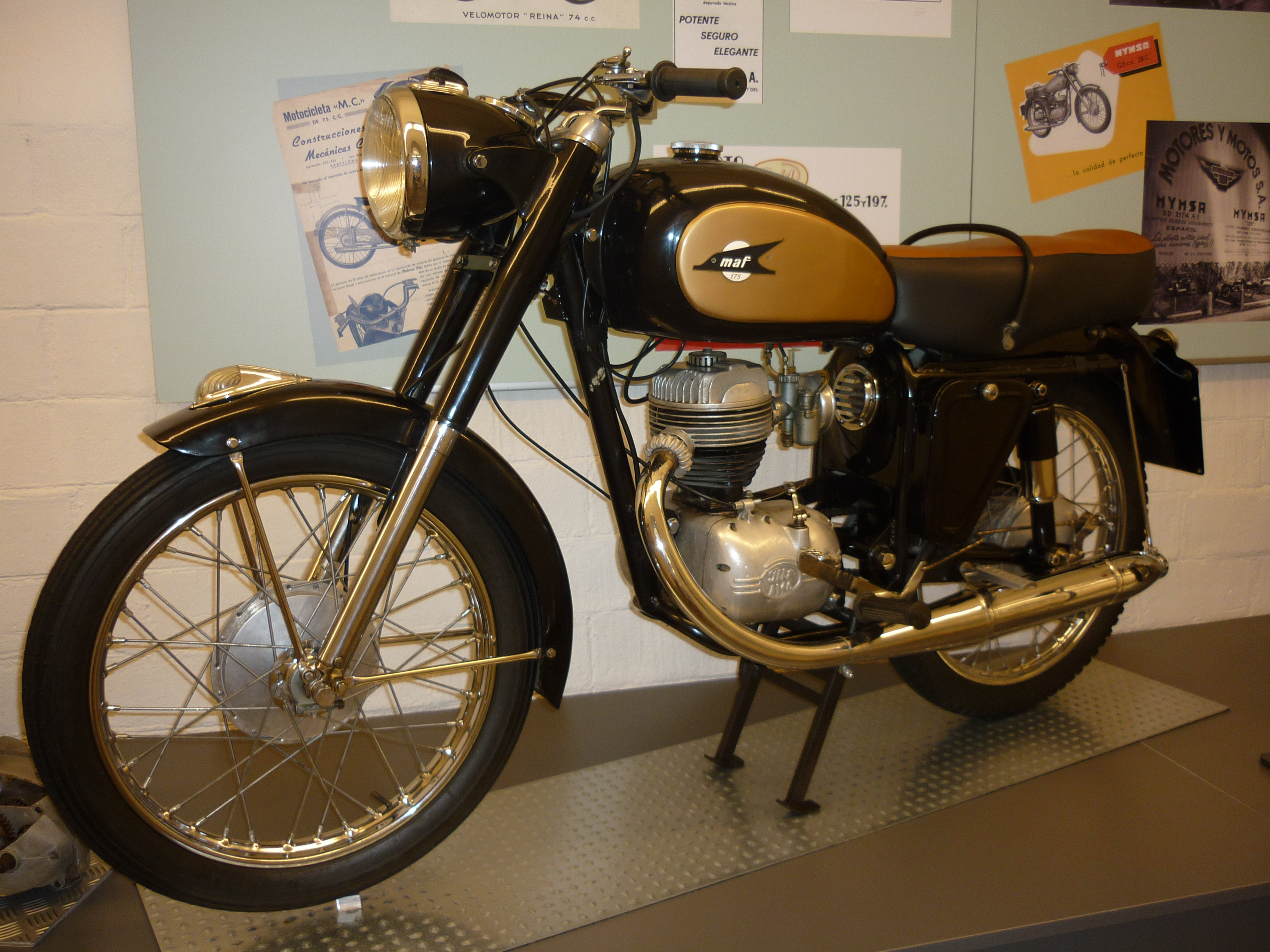
Una MAF 125cc de 1958

MAF (o M.A.F.) fou una marca catalana de motocicletes, fabricades entre 1958 i 1964 a Figueres (Alt Empordà).
MAF era el continuador de l'antic fabricant Evycsa, que fou absorbit per la firma figuerenca de motors Fita, i decidí deixar de fabricar els antics models esportius per passar a fer-ne d'econòmics i turístics, en versions de 150 i 175 cc. S'anuncià també la fabricació d'un model de 250 cc original d'Evycsa, però al final no s'arribà a portar a la sèrie.